# Slowakische Grammatik

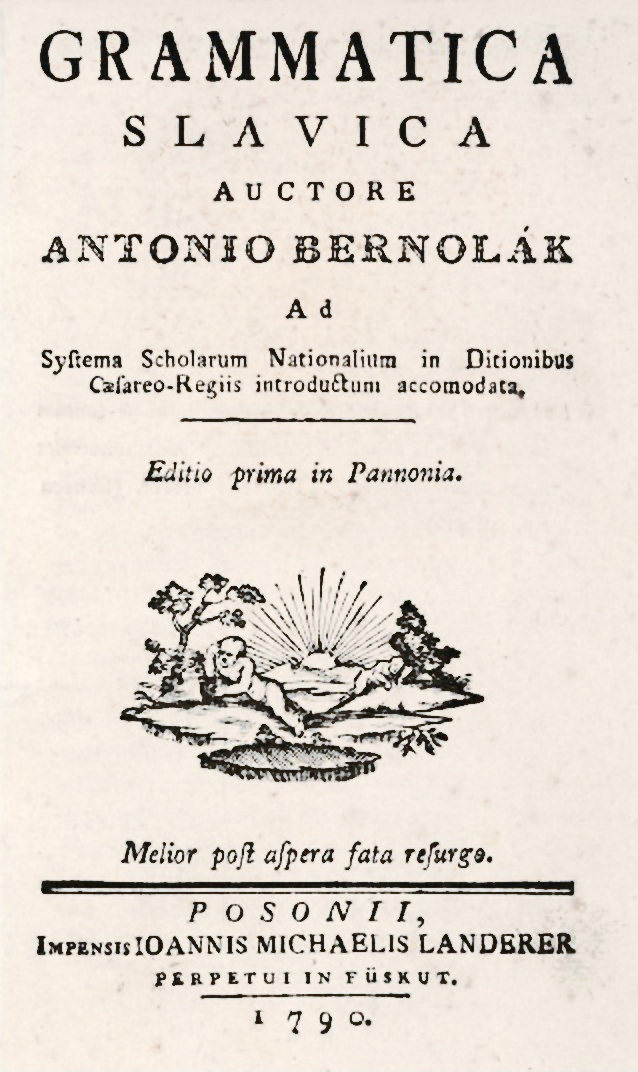
Die erste Kodifizierung der slowakischen Grammatik durch Anton Bernolák aus dem Jahr 1790

Slowakisch ist eine stark flektierende Sprache mit sechs grammatischen Fällen.

## Alphabet
Slowakisch wird mit dem lateinischen Alphabet geschrieben und benutzt zur Wiedergabe der slowakischen Laute diakritische Zeichen und sind folgendermaßen sortiert:
- Kleinschreibung:

a, á, ä, b, c, č, d, ď, dz, dž, e, é, f, g, h, ch, i, í, j, k, l, ĺ, ľ, m, n, ň, o, ó, ô, p, q, r, ŕ, s, š, t, ť, u, ú, v, w, x, y, ý, z, ž
- Großschreibung:

A, Á, Ä, B, C, Č, D, Ď, Dz, Dž, E, É, F, G, H, Ch, I, Í, J, K, L, Ĺ, Ľ, M, N, Ň, O, Ó, Ô, P, Q, R, Ŕ, S, Š, T, Ť, U, Ú, V, W, X, Y, Ý, Z, Ž
Beim Sortieren und in Verzeichnissen (Telefonbuch) und Wörterbüchern werden sämtliche mit einem Weichheitszeichen (siehe unten) versehene Buchstaben sowie der Buchstabe CH als selbständige und eigenständige Buchstaben behandelt (die weichen Buchstaben folgen jeweils auf den entsprechenden „normalen“ Buchstaben, das CH folgt auf den Buchstaben H im Alphabet).
Da die diakritischen Zeichen im Web nicht immer korrekt dargestellt werden, werden slowakische Namen (Orts- und Personennamen) oft ohne sie geschrieben, es gibt auch einige slowakische Webseiten, die bewusst auf die diakritischen Zeichen verzichten. In der westlichen Presse werden dagegen viele Zeichen oft falsch (oft genau umgekehrt) verwendet.

## Phonetik
Das Lautsystem der slowakischen Sprache besteht aus Vokalen (Selbstlauten), Konsonanten (Mitlauten) und Diphthongen (Zwielauten). Zur Aussprache siehe Slowakische Sprache.

### Vokale
| kurz | a | ä | e | i | o | u | y |
| lang | á |   | é | í | ó | ú | ý |

### Diphthonge
ia, ie, iu, ô

### Konsonanten
b, c, č, ď, dz, dž, f, g, h, ch, j, k, l, ĺ, ľ, m, n, ň, p, (q), r, s, š, t, ť, v, (w), x, z, ž

#### Einteilungen

##### Orthographische Einteilung
| hart       |   |   | d |    |    | g | h | ch |   | k | l | n |   | t |   |
| weich      | c | č | ď | dz | dž |   |   |    | j |   | ľ | ň | š | ť | ž |
|            |   |   |   |    |    |   |   |    |   |   |   |   |   |   |   |
| ambivalent | b | f | m | p  | r  | s | v | z  |   |   |   |   |   |   |   |

Als harte Endung wird eine Endung bezeichnet, die auf einen harten oder ambivalenten Konsonanten folgt, von einer weichen Endung spricht man, wenn ein weicher Konsonant vorausgeht.

##### Einteilung für Zwecke derAssimilationbei der Aussprache
| stimmhaft | b | d | ď | dz | dž | g | h  | j | l | ľ | m | n | ň | r | v | z | ž |
| stimmlos  | p | t | ť | c  | č  | k | ch |   |   |   |   |   |   |   | f | s | š |

Die Konsonanten b/p bis v/f, d. h. diejenigen, die ein stimmloses/stimmhaftes Äquivalent haben, heißen auch „Paarlaute“, die übrigen „Unpaarlaute“ oder „Sonoren“.

#### Silbenfunktion
Die Konsonanten l und r können, ĺ und ŕ müssen silbenbildend sein (d. h. wie Vokale fungieren).

## Wortarten
Im Slowakischen werden folgende Wortarten gebeugt (flektiert, d. h. dekliniert oder konjugiert oder gesteigert): Substantive, Adjektive, Pronomen, Numeralien und Verben. Adverbien werden gesteigert, bleiben aber sonst unflektiert. Die restlichen Wortarten (Präpositionen, Konjunktionen, Partikel und Interjektionen) ändern ihre Form nie.
Hauptwörter werden in der slowakischen Sprache wie im Deutschen nach Geschlecht (Genus), Fall (Kasus) und Zahl (Numerus) kategorisiert.
Die Form von Adjektiven, Pronomen und Numeralien richten sich nach den Kategorien des Hauptworts, auf das sie sich beziehen. Dieser Bezug ist im Gegensatz zum Deutschen nicht nur in attributiver Stellung wirksam (pekný dom [ein/das hübsche(s) Haus], moja taška [meine Tasche], dve mestá [zwei Städte]), sondern die Anpassung erfolgt auch beim prädikativem Gebrauch (dom je pekný [das/ein Haus ist hübsch], taška je moja [die/eine Tasche ist meine], mestá sú dve [die Städte sind zwei]).
Es gibt, wie im Deutschen, drei grammatische Geschlechter (rody): männlich (Maskulinum), weiblich (Femininum), sächlich (Neutrum).
Bei der Deklination werden sechs Fälle (pády) unterschieden (im Deutschen gibt es nur die ersten vier):
- Nominativ (nominatív) - beantwortet die Frage Wer/Was? - Kto/Čo?
- Genitiv (genitív):
  - beantwortet entweder die Frage Wessen? bzw. Von wem/von was? - Koho/Čoho?
  - oder wird von folgenden Präpositionen verlangt: bez (ohne), blízko (nahe bei), do (in [wohin?]; bis zu), doprostred (in die Mitte von), mimo (außerhalb), namiesto (statt), okolo (um…herum), od (von [engl. from]), okrem (außer), počas (während), podľa (laut, nach, gemäß), pomimo (an … vorbei), pomocou (mithilfe von, anhand von), pozdĺž (entlang), u (bei [jemandem]), uprostred (inmitten), vedľa (neben), vnútri (im Inneren von), vyše (über [mehr als, oberhalb]), z (aus), za (während, zur Zeit von)
- Dativ (datív):
  - beantwortet entweder die Frage Wem?/Welcher Sache? bzw. An wen/An was? - Komu/Čomu?,
  - oder wird von folgenden Präpositionen verlangt: k (zu), kvôli (wegen), napriek (trotz), naproti (gegenüber [Lage]), oproti (gegenüber [Lage]; gegen, verglichen mit), proti (gegen), voči (gegenüber [persönliches Verhältnis])
- Akkusativ (akuzatív):
  - beantwortet entweder die Frage Wen/Was? - Koho/Čo?,
  - oder wird von folgenden Präpositionen verlangt: cez (durch, über), medzi (zwischen [wohin?]), na (auf, an [wohin?]), nad (über [wohin?]), o (an [wohin?]; in [Zeit]; um [Komparativ]), po (bis an; während; holen), pod (unter [wohin?]), pre (für; wegen), pred (vor [wohin?]), v (in, an, zu [Ziel, Glaube]), vzhľadom na (in Anbetracht von), za (hinter [wohin?]; binnen; für [Preis, Stellvertretung])
- Lokativ (lokál) - wird von folgenden Präpositionen verlangt: na (auf, an [wo?]), o (über, von [Thema]), po (nach [zeitlich]; entlang, auf; je; mittels), pri (bei, an), v (in [wo?]); der Lokativ kommt nie ohne eine dieser Präpositionen vor und wird daher als Präpositionalfall bezeichnet.[2] Er dient ausschließlich der statischen, nicht der dynamischen Lokalisierung[3] und wird oft auch für Zeitangaben verwendet.[2]
- Instrumental (inštrumentál):
  - beantwortet entweder die Frage Mit wem (Durch wen)/Womit (Wodurch)? - Kým/Čím?,
  - oder wird von folgenden Präpositionen verlangt: medzi (zwischen, unter [wo?]), nad (über [wo?]), pod (unter, unterhalb [wo?]), pred (vor [wo?]), s (mit), za (hinter [wo?])
- Außerdem gab es auch einen Vokativ, dieser wurde aber wegen weitgehender Formengleichheit als Nominativ aufgefasst und wird an den Schulen nicht mehr gelehrt. Dennoch haben sich einige Relikte und Sonderformen erhalten, die besonders in „altertümlicher“ (etwa in Märchen) oder ironisierender Sprache in Erscheinung treten: človek → človeče, syn → synku, kmotor → kmotre. Auch in der Bezeichnung der Fälle schlägt sich die frühere Existenz des Vokativs noch nieder: So wird im Slowakischen der Lokativ traditionell als der 6. Fall und der Instrumental als der 7. Fall gezählt, da früher der Vokativ als der 5. Fall galt.

Hinsichtlich des Numerus unterscheidet man wie im Deutschen zwei Numeri (Zahlformen):
- Einzahl
- Mehrzahl

Den Dual gibt es im Slowakischen seit dem 14. Jahrhundert nicht mehr. Der einzige Überrest in der Schriftsprache sind einige Formen der Zahlwörter, z. B. dvoma bei dva.

### Artikel
Im Slowakischen gibt es im Gegensatz zum Deutschen keine Artikel. Die Wortart Artikel existiert in den meisten slawischen Sprachen nicht. Allerdings wird im Slowakischen in der Praxis in der Funktion eines bestimmten Artikels zur Klarstellung oft das Pronomen ten - tá - to (der - die - das) verwendet. Wo im Deutschen ein unbestimmter Artikel stünde, steht wiederum im Slowakischen meistens gar nichts oder es wird zur Klarstellung das Pronomen nejaký ((irgend-)ein) verwendet.

### Substantive
Substantive (Hauptwörter) werden im Slowakischen immer klein geschrieben. Groß geschrieben wird im Slowakischen lediglich am Satzanfang und bei Eigennamen. Die Substantive werden im Slowakischen durch ihre Deklination nach Geschlecht, Zahl und Fall markiert. Diese drei Eigenschaften werden gemeinsam durch eine Nachsilbe (Suffix) und/oder oft durch kleine Änderungen im Stamm ausgedrückt.

#### Geschlecht
Die Geschlechter bei den slowakischen Substantiven stimmen nicht immer mit dem Deutschen überein. Das Geschlecht kann oft an der Endung des Nominativs erkannt werden:
- männlichen Geschlechts (maskulin) sind folgende Substantive:
  - männliche Lebewesen: muž (der Mann), učiteľ (der Lehrer)
auch Tiere: pes (der Hund), vták (der Vogel)
  - mit hartem Mitlaut (h, ch, k, g, d, t, n, l), eventuell mit Zwitterlaut (b, p, m, v, r, s, z) am Stammende: stôl (der Tisch), zošit (das Heft), kvet (die Blume), strom (der Baum), dom (das Haus)
  - einige mit weichem Mitlaut (c, č, š, ž, ť, ď, j, ň) am Stammende: stroj (die Maschine), nôž (das Messer), Paríž („Paris“)
- weiblichen Geschlechts (feminin) sind folgende Substantive:
  - mit der Endung -a: kniha (das Buch), taška (die Tasche), stolička (der Stuhl), ceruzka (der Bleistift), Bratislava
Achtung! Es gibt auch männliche Hauptwörter mit der Endung -a, dies sind zumeist Substantive, die männliche Personen bezeichnen: hrdina (der Held), sudca (der Richter)
  - mit der Endung -osť (meist abstrakt): mladosť (die Jugend), radosť (die Freude)
  - mit der Endung -áreň: lekáreň (die Apotheke)
  - einige mit weichem Mitlaut am Ende: posteľ (das Bett), Viedeň („Wien“)
- sächlichen Geschlechts (neutrum) sind folgende Substantive:
  - mit den Endungen -o und -e: pero (der Federhalter), okno (das Fenster), slnko (die Sonne), pole (das Feld)
Achtung! Es gibt auch männliche Hauptwörter mit der Endung -o, dies sind zumeist Substantive, die männliche Personen bezeichnen: strýko (der Onkel), ujo (der Onkel)
  - mit der Endung: -ie: zdravie (die Gesundheit), šťastie (das Glück)
  - mit der Endung -a bei jungen Lebewesen: dievča (das Mädchen), dieťa (das Kind), mača (das Kätzchen)

#### Deklination
Zur Erleichterung des Erlernens der Sprache wird die Deklination der Hauptwörter in zwölf Muster (nach Geschlecht und Endung im Nominativ) eingeteilt.
Im Einzelnen bestehen sehr viele Ausnahmen von den unten angegebenen Musterendungen und es kommt auch oft zu Änderungen im Stamm (v. a. fast immer im Genitiv der Mehrzahl). Im Folgenden wird auf diese Ausnahmen nur ausnahmsweise eingegangen.

##### Männliche Deklination
In dieser Deklination wird grundsätzlich zwischen belebten und unbelebten Substantiven sowie zwischen weicher und harter Endung des Wortstammes unterschieden.
| chlap - belebt & konsonantische Endung | chlap - belebt & konsonantische Endung | chlap - belebt & konsonantische Endung |
| -------------------------------------- | -------------------------------------- | -------------------------------------- |
| Fall                                   | Einzahl                                | Mehrzahl                               |
| Nominativ                              | chlap                                  | chlap-i (-ovia), (-ia)6                |
| Genitiv                                | chlap-a                                | chlap-ov                               |
| Dativ                                  | chlap-ovi                              | chlap-om                               |
| Akkusativ                              | chlap-a                                | chlap-ov                               |
| Lokativ                                | chlap-ovi                              | chlap-och                              |
| Instrumental                           | chlap-om                               | chlap-mi (-ami) 4                      |

| hrdina - belebt & vokalische Endung | hrdina - belebt & vokalische Endung | hrdina - belebt & vokalische Endung |
| ----------------------------------- | ----------------------------------- | ----------------------------------- |
| Fall                                | Einzahl                             | Mehrzahl                            |
| Nominativ                           | hrdin-a                             | hrdin-ovia                          |
| Genitiv                             | hrdin-u                             | hrdin-ov                            |
| Dativ                               | hrdin-ovi                           | hrdin-om                            |
| Akkusativ                           | hrdin-u                             | hrdin-ov                            |
| Lokativ                             | hrdin-ovi                           | hrdin-och                           |
| Instrumental                        | hrdin-om                            | hrdin-ami                           |

| dub - unbelebt & harte Endung | dub - unbelebt & harte Endung | dub - unbelebt & harte Endung |
| ----------------------------- | ----------------------------- | ----------------------------- |
| Fall                          | Einzahl                       | Mehrzahl                      |
| Nominativ                     | dub                           | dub-y (-e) 7                  |
| Genitiv                       | dub-a (-u) 1                  | dub-ov                        |
| Dativ                         | dub-u                         | dub-om                        |
| Akkusativ                     | dub                           | dub-y                         |
| Lokativ                       | dub-e (-u) 2,(-i) 7           | dub-och                       |
| Instrumental                  | dub-om                        | dub-mi (-ami) 4               |

| stroj - unbelebt & weiche Endung | stroj - unbelebt & weiche Endung | stroj - unbelebt & weiche Endung |
| -------------------------------- | -------------------------------- | -------------------------------- |
| Fall                             | Einzahl                          | Mehrzahl                         |
| Nominativ                        | stroj                            | stroj-e                          |
| Genitiv                          | stroj-a (-u)8                    | stroj-ov                         |
| Dativ                            | stroj-u                          | stroj-om                         |
| Akkusativ                        | stroj                            | stroj-e                          |
| Lokativ                          | stroj-i                          | stroj-och                        |
| Instrumental                     | stroj-om                         | stroj-mi (-ami)4                 |

Für Fremdwörter, die auf -i, -y, -e, -í, -é, -ě, -ä enden sowie für Personennamen, die auf -ü, -ö enden, gibt es ein fünftes Paradigma:
| Fall         | Einzahl | Mehrzahl  |
| Nominativ    | pony    | pony-ovia |
| Genitiv      | pony-ho | pony-ov   |
| Dativ        | pony-mu | pony-om   |
| Akkusativ    | pony-ho | pony-ov   |
| Lokativ      | pony-m  | pony-och  |
| Instrumental | pony-m  | pony-ami  |

Es gibt auch noch gewisse Sonderdeklinationen:
| Fall         | Einzahl | Mehrzahl |
| Nominativ    | deň     | dni      |
| Genitiv      | dňa     | dní      |
| Dativ        | dňu     | dňom     |
| Akkusativ    | deň     | dni      |
| Lokativ      | dni     | dňoch    |
| Instrumental | dňom    | dňami    |

##### Weibliche Deklination
In dieser Deklination wird grundsätzlich zwischen weichen und harten Endungen des Wortstammes unterschieden. Eine Ausnahme bei der Deklination stellt der Genitiv Plural dar.
| žena - harte konsonantische Endung + „a“ | žena - harte konsonantische Endung + „a“ | žena - harte konsonantische Endung + „a“ |
| ---------------------------------------- | ---------------------------------------- | ---------------------------------------- |
| Fall                                     | Einzahl                                  | Mehrzahl                                 |
| Nominativ                                | žen-a                                    | žen-y                                    |
| Genitiv                                  | žen-y                                    | žien                                     |
| Dativ                                    | žen-e                                    | žen-ám                                   |
| Akkusativ                                | žen-u                                    | žen-y                                    |
| Lokativ                                  | žen-e                                    | žen-ách                                  |
| Instrumental                             | žen-ou                                   | žen-ami                                  |

| ulica - weiche konsonantische Endung + „a“ | ulica - weiche konsonantische Endung + „a“ | ulica - weiche konsonantische Endung + „a“ |
| ------------------------------------------ | ------------------------------------------ | ------------------------------------------ |
| Fall                                       | Einzahl                                    | Mehrzahl                                   |
| Nominativ                                  | ulic-a                                     | ulic-e                                     |
| Genitiv                                    | ulic-e                                     | ulíc (-í) 5                                |
| Dativ                                      | ulic-i                                     | ulic-iam                                   |
| Akkusativ                                  | ulic-u                                     | ulic-e                                     |
| Lokativ                                    | ulic-i                                     | ulic-iach                                  |
| Instrumental                               | ulic-ou                                    | ulic-ami                                   |

| kosť - weiche Endung „ť“ | kosť - weiche Endung „ť“ | kosť - weiche Endung „ť“ |
| ------------------------ | ------------------------ | ------------------------ |
| Fall                     | Einzahl                  | Mehrzahl                 |
| Nominativ                | kosť                     | kost-i                   |
| Genitiv                  | kost-i                   | kost-í                   |
| Dativ                    | kost-i                   | kost-iam                 |
| Akkusativ                | kosť                     | kost-i                   |
| Lokativ                  | kost-i                   | kost-iach                |
| Instrumental             | kosť-ou                  | kosť-ami                 |

| dlaň - weiche Endung „ň“ | dlaň - weiche Endung „ň“ | dlaň - weiche Endung „ň“ |
| ------------------------ | ------------------------ | ------------------------ |
| Fall                     | Einzahl                  | Mehrzahl                 |
| Nominativ                | dlaň                     | dlan-e                   |
| Genitiv                  | dlan-e                   | dlan-í                   |
| Dativ                    | dlan-i                   | dlan-iam                 |
| Akkusativ                | dlaň                     | dlan-e                   |
| Lokativ                  | dlan-i                   | dlan-iach                |
| Instrumental             | dlaň-ou                  | dlaň-ami                 |

Als fünftes Deklinationsschema gibt es die Wörter mit Endung -ná oder -ovná (zum Beispiel princezná), welches sich an die Deklination der Adjektive anlehnt:
| Fall         | Einzahl     | Mehrzahl      |
| Nominativ    | princezn-á  | princezn-é    |
| Genitiv      | princezn-ej | princezien 1) |
| Dativ        | princezn-ej | princezn-ám   |
| Akkusativ    | princezn-ú  | princezn-é    |
| Lokativ      | princezn-ej | princezn-ách  |
| Instrumental | princezn-ou | princezn-ami  |

1 Bei Substantiven, die auf -Vokal+iná enden (z. B. švagriná), gibt es stattdessen eine Vokalverlängerung (z. B. švagrín)
Ein sechstes Schema gibt es für die Wörter, welche auf -ea enden (zum Beispiel idea):
| Fall         | Einzahl | Mehrzahl |
| Nominativ    | ide-a   | ide-y    |
| Genitiv      | ide-y   | ide-í    |
| Dativ        | ide-i   | ide-ám   |
| Akkusativ    | ide-u   | ide-y    |
| Lokativ      | ide-i   | ide-ách  |
| Instrumental | ide-ou  | ide-ami  |

Das Substantiv pani (Frau) hat eine unregelmäßige Deklination:
| Fall         | Einzahl | Mehrzahl |
| Nominativ    | pan-i   | pan-ie   |
| Genitiv      | pan-ej  | pan-í    |
| Dativ        | pan-ej  | pan-iam  |
| Akkusativ    | pan-iu  | pan-ie   |
| Lokativ      | pan-ej  | pan-iach |
| Instrumental | paň-ou  | pan-iami |

Das Wort pani wird jedoch nicht dekliniert, wenn es vor einem anderen Substantiv steht (z. B. za pani Schmidtovú), es sei denn, das andere Substantiv steht im Genitiv (z. B. za paniu domu).

##### Sächliche Deklination
In dieser Deklination wird die Endung des Wortes im Nominativ zur Einteilung verwendet. Eine Ausnahme bei der Deklination stellt auch hier der Genitiv Plural dar.
| mesto - Endung „-o“ | mesto - Endung „-o“ | mesto - Endung „-o“ |
| ------------------- | ------------------- | ------------------- |
| Fall                | Einzahl             | Mehrzahl            |
| Nominativ           | mest-o              | mest-á              |
| Genitiv             | mest-a              | miest               |
| Dativ               | mest-u              | mest-ám             |
| Akkusativ           | mest-o              | mest-á              |
| Lokativ             | mest-e (-u) 3       | mest-ách            |
| Instrumental        | mest-om             | mest-ami            |

| srdce - Endung „-e“ | srdce - Endung „-e“ | srdce - Endung „-e“ |
| ------------------- | ------------------- | ------------------- |
| Fall                | Einzahl             | Mehrzahl            |
| Nominativ           | srdc-e              | srdc-ia             |
| Genitiv             | srdc-a              | sŕdc                |
| Dativ               | srdc-u              | srdc-iam            |
| Akkusativ           | srdc-e              | srdc-ia             |
| Lokativ             | srdc-i              | srdc-iach           |
| Instrumental        | srdc-om             | srdc-ami            |

| vysvedčenie - Endung „-ie“ | vysvedčenie - Endung „-ie“ | vysvedčenie - Endung „-ie“ |
| -------------------------- | -------------------------- | -------------------------- |
| Fall                       | Einzahl                    | Mehrzahl                   |
| Nominativ                  | vysvedčen-ie               | vysvedčen-ia               |
| Genitiv                    | vysvedčen-ia               | vysvedčen-í                |
| Dativ                      | vysvedčen-iu               | vysvedčen-iam              |
| Akkusativ                  | vysvedčen-ie               | vysvedčen-ia               |
| Lokativ                    | vysvedčen-í                | vysvedčen-iach             |
| Instrumental               | vysvedčen-ím               | vysvedčen-iami             |

| dievča - Endung „-a“ | dievča - Endung „-a“ | dievča - Endung „-a“ |
| -------------------- | -------------------- | -------------------- |
| Fall                 | Einzahl              | Mehrzahl             |
| Nominativ            | dievč-a              | dievč-at-á           |
| Genitiv              | dievč-ať-a           | dievč-at             |
| Dativ                | dievč-ať-u           | dievč-at-ám          |
| Akkusativ            | dievč-a              | dievč-at-á           |
| Lokativ              | dievč-at-i           | dievč-at-ách         |
| Instrumental         | dievč-ať-om          | dievč-at-ami         |

Ein fünftes Paradigma gibt es für Substantive mit der Endung Vokal + um/on (zum Beispiel štúdium, ganglion):
| Fall         | Einzahl  | Mehrzahl  |
| Nominativ    | štúdi-um | štúdi-á   |
| Genitiv      | štúdi-a  | štúdi-í   |
| Dativ        | štúdi-u  | štúdi-ám  |
| Akkusativ    | štúdi-um | štúdi-á   |
| Lokativ      | štúdi-u  | štúdi-ách |
| Instrumental | štúdi-om | štúdi-ami |

Abweichend gibt es zur Deklination auf -a im Plural auch folgende Alternative:
| Fall         |             |
| Nominativ    | dievčence   |
| Genitiv      | dievčeniec  |
| Dativ        | dievčencom  |
| Akkusativ    | dievčence   |
| Lokativ      | dievčencoch |
| Instrumental | dievčencami |

Als Sonderfall dekliniert sich das Wort dieťa - das Kind (Singular wie dievča):
| Fall         | Einzahl  | Mehrzahl |
| Nominativ    | dieťa    | deti     |
| Genitiv      | dieťaťa  | detí     |
| Dativ        | dieťaťu  | deťom    |
| Akkusativ    | dieťa    | deti     |
| Lokativ      | dieťati  | deťoch   |
| Instrumental | dieťaťom | deťmi    |

Die Substantive oko (das Auge) und ucho (das Ohr) haben im Plural zwei Formen:
- 1. die alte Dualform (für zwei Organe im Paar), und hierbei ändern diese Substantive zusätzlich ihren Wortstamm: oko → oči, ucho → uši, und
- 2. regelmäßige Pluralformen oká und uchá, jedoch mit einer anderen, übertragenen Bedeutung (oká → Maschen, Schlingen, uchá → Henkel).

#### Pluraletantum
Es gibt im Slowakischen wie auch im Deutschen einige Pluraliatantum, diese unterscheiden sich aber meistens von den deutschen Pluraliatantum.
Die slowakischen Pluraliatantum sind insbesondere:
- einige Ortsnamen:
  - Košice (Kaschau)
  - Piešťany (Pistyan)

- die meisten Gebirgszüge:
  - Karpaty (die Karpaten)
  - Tatry (die Tatra)

- viele Namen von Feiertagen, Festen und Zeiträumen:
  - Vianoce (Weihnachten)
  - Turíce (Pfingsten)
  - narodeniny (der Geburtstag)
  - prázdniny (die Ferien)

- anatomische Organe, v. a. wenn es zwei davon gibt:
  - pľúca (die Lunge)
  - ústa (der Mund)
  - prsia (der Busen)

- oft Kleidung und ihre Teile:
  - nohavice (die Hose)
  - traky (die Hosenträger)
  - šaty (das Kleid)
  - plavky (der Badeanzug)

- einige Krankheiten:
  - suchoty (die Schwindsucht)
  - osýpky (die Masern)

- einige unzählbare Gegenstände:
  - smeti (der Müll)
  - pomyje (das Abwaschwasser)

- viele Hausgegenstände und -instrumente (die scheinbar aus zwei oder vielen Teilen bestehen):
  - hrable (der Rechen)
  - dvere (die Tür)
  - nožnice (die Schere)
  - okuliare (die Brille)

- sonstige Gegenstände:
  - hodiny (die Uhr)
  - husle (die Geige)
  - noviny (die Zeitung)
  - raňajky (das Frühstück)

### Adjektive
Adjektive (Eigenschaftswörter) stehen im Gegensatz zum Polnischen oder Französischen in attributiver Funktion nie nach dem Substantiv.
Außerdem gibt es im Slowakischen auch besitzanzeigende Adjektive.

#### Endungen und Geschlechter
Es gibt Eigenschaftswörter mit harter und weicher Endung des Stammes (siehe Phonetik), folgende Endungen gibt es im Nominativ:
|          | harte Endung  | weiche Endung | Endung -ov oder -in |
| männlich | -ý (-y) pekný | -í (-i) cudzí | -ov (-in) otcov     |
| weiblich | -á (-a) pekná | -ia cudzia    | -ova (-ina) otcova  |
| sächlich | -é (-e) pekné | -ie cudzie    | -ovo (-ino) otcovo  |

#### Deklination
Auch für die Deklination der Adjektive gibt es bestimmte Muster (insgesamt 3). Da aber jedes einzelne Adjektiv im Unterschied zu den Substantiven immer drei Geschlechter haben kann, hat jedes Muster eine männliche, weibliche und sachliche Version.
| Einzahl      | Einzahl          | Einzahl           | Einzahl  |
| ------------ | ---------------- | ----------------- | -------- |
| Fall         | männlich         | weiblich          | sächlich |
| Nominativ    | pekn-ý           | pekn-á            | pekn-é   |
| Genitiv      | pekn-ého         | pekn-ej           | pekn-ého |
| Dativ        | pekn-ému         | pekn-ej           | pekn-ému |
| Akkusativ    | pekn-ý, (-ého) 1 | pekn-ú            | pekn-é   |
| Lokativ      | pekn-om          | pekn-ej           | pekn-om  |
| Instrumental | pekn-ým          | pekn-ou           | pekn-ým  |
|              |                  |                   |          |
| Mehrzahl     |                  |                   |          |
| Fall         |                  | alle Geschlechter |          |
| Nominativ    |                  | pekn-é, (-í) 2    |          |
| Genitiv      |                  | pekn-ých          |          |
| Dativ        |                  | pekn-ým           |          |
| Akkusativ    |                  | pekn-é, (-ých) 3  |          |
| Lokativ      |                  | pekn-ých          |          |
| Instrumental |                  | pekn-ými          |          |

| Einzahl      | Einzahl          | Einzahl           | Einzahl  |
| ------------ | ---------------- | ----------------- | -------- |
| Fall         | männlich         | weiblich          | sächlich |
| Nominativ    | pekn-ý           | pekn-á            | pekn-é   |
| Genitiv      | pekn-ého         | pekn-ej           | pekn-ého |
| Dativ        | pekn-ému         | pekn-ej           | pekn-ému |
| Akkusativ    | pekn-ý, (-ého) 1 | pekn-ú            | pekn-é   |
| Lokativ      | pekn-om          | pekn-ej           | pekn-om  |
| Instrumental | pekn-ým          | pekn-ou           | pekn-ým  |
|              |                  |                   |          |
| Mehrzahl     |                  |                   |          |
| Fall         |                  | alle Geschlechter |          |
| Nominativ    |                  | pekn-é, (-í) 2    |          |
| Genitiv      |                  | pekn-ých          |          |
| Dativ        |                  | pekn-ým           |          |
| Akkusativ    |                  | pekn-é, (-ých) 3  |          |
| Lokativ      |                  | pekn-ých          |          |
| Instrumental |                  | pekn-ými          |          |

| Einzahl      | Einzahl           | Einzahl           | Einzahl   |
| ------------ | ----------------- | ----------------- | --------- |
| Fall         | männlich          | weiblich          | sächlich  |
| Nominativ    | cudz-í            | cudz-ia           | cudz-ie   |
| Genitiv      | cudz-ieho         | cudz-ej           | cudz-ieho |
| Dativ        | cudz-iemu         | cudz-ej           | cudz-iemu |
| Akkusativ    | cudz-í, (-ieho) 4 | cudz-iu           | cudz-ie   |
| Lokativ      | cudz-om           | cudz-ej           | cudz-om   |
| Instrumental | cudz-ím           | cudz-ou           | cudz-ím   |
|              |                   |                   |           |
| Mehrzahl     |                   |                   |           |
| Fall         |                   | alle Geschlechter |           |
| Nominativ    |                   | cudz-ie, (-í) 5   |           |
| Genitiv      |                   | cudz-ích          |           |
| Dativ        |                   | cudz-ím           |           |
| Akkusativ    |                   | cudz-ie, (-ích) 6 |           |
| Lokativ      |                   | cudz-ích          |           |
| Instrumental |                   | cudz-ími          |           |

| Einzahl      | Einzahl           | Einzahl           | Einzahl   |
| ------------ | ----------------- | ----------------- | --------- |
| Fall         | männlich          | weiblich          | sächlich  |
| Nominativ    | cudz-í            | cudz-ia           | cudz-ie   |
| Genitiv      | cudz-ieho         | cudz-ej           | cudz-ieho |
| Dativ        | cudz-iemu         | cudz-ej           | cudz-iemu |
| Akkusativ    | cudz-í, (-ieho) 4 | cudz-iu           | cudz-ie   |
| Lokativ      | cudz-om           | cudz-ej           | cudz-om   |
| Instrumental | cudz-ím           | cudz-ou           | cudz-ím   |
|              |                   |                   |           |
| Mehrzahl     |                   |                   |           |
| Fall         |                   | alle Geschlechter |           |
| Nominativ    |                   | cudz-ie, (-í) 5   |           |
| Genitiv      |                   | cudz-ích          |           |
| Dativ        |                   | cudz-ím           |           |
| Akkusativ    |                   | cudz-ie, (-ích) 6 |           |
| Lokativ      |                   | cudz-ích          |           |
| Instrumental |                   | cudz-ími          |           |

1 Endung -ého wird beim Bezug auf ein männlich belebtes Substantiv verwendet

2 Endung -í wird beim Bezug auf ein männlich belebtes Substantiv verwendet

3 Endung -ých wird beim Bezug auf ein männlich belebtes Substantiv verwendet

4 Endung -iého wird beim Bezug auf ein männlich belebtes Substantiv verwendet

5 Endung -í wird beim Bezug auf ein männlich belebtes Substantiv verwendet

6 Endung -ích wird beim Bezug auf ein männlich belebtes Substantiv verwendet

#### Steigerungsformen
Wie im Deutschen gibt es bei Adjektiven (und Adverbien) 3 Arten der Steigerung (stupňovanie):
1. Positiv
2. Komparativ
3. Superlativ

Die Formen werden nach folgenden Schema gebildet:
| 1. Stufe Positiv | 2. Stufe Komparativ | 3. Stufe Superlativ |
| drahý            | drah-ší             | naj-drah-ší         |
| starý            | star-ší             | naj-star-ší         |
| teplý            | tepl-ejší           | naj-tepl-ejší       |
| teplo            | tepl-ejšie          | naj-tepl-ejšie      |

- Die 2. Stufe wird durch die Endung -ší oder -ejší gebildet.
  - Die Endung -ší wird verwendet:
    - bei den Adjektiven, deren Stamm auf einen Mitlaut endet, so fern im Stamm kein langer Selbstmitlaut vorhanden ist: tichý - tichší
    - bei den Adjektiven, die auf -ký, -oký, -eký enden: široký - širší

  - Die Endung -ejší wird verwendet:
    - wenn der Stamm auf 2 oder mehrere Mitlaute endet: teplý - teplejší
    - wenn der Stamm auf einen Zischlaut endet: svieži - sviežejší

  - Ausnahmen bilden unter anderem folgende Wörter:
    - dobrý - lepší - najlepší
    - zlý - horší - najhorší
    - pekný - krajší - najkrajší (auf krásny basierend)
    - malý - menší - najmenší
    - veľký - väčší - najväčší
    - mnoho - viac - najviac (auf veľa basierend)
    - málo - menej - najmenej

- Die 3. Stufe wird aus der Form der 2. Stufe durch das Voranstellen der Silbe naj- gebildet.

Die Adjektive des Komparativs und Superlativs werden nach dem Muster cudzí (weich) dekliniert.
Zum Vergleichen von Wörtern wird das Wort ako (als), selten auch než, verwendet: On je menší ako/než ja. (Er ist kleiner als ich.)
Siehe dazu auch Komparation

#### Besitzanzeigende Adjektive
Im Slowakischen gibt es auch die Form des besitzanzeigenden Adjektivs, welches im Deutschen keine richtige Entsprechung hat und meist mittels des Genitivs übersetzt wird (otcov = dem Vater gehörend, des Vaters). Diese Art der Eigenschaftswörter wird aus den männlichen und weiblichen Hauptwörtern, die eine Person bezeichnen, gebildet (nicht aber von den sächlichen wie dieťa oder dievča):
- Von den männlichen Substantiven mit der Endung -ov, -ova, -ovo, -ove, -ovi
  - učiteľ → učiteľov, učiteľova, učiteľovo (Plural: učiteľovi/učiteľove) - des Lehrers
  - otec → otcov, otcova, otcovo - des Vaters
  - Jozef → Jozefov, Jozefova, Jozefovo - des Josefs
- Von den weiblichen Substantiven mit der Endung -in, -ina, -ino, -ini, -ine
  - matka → matkin, matkina, matkino (Plural: matkini/matkine) - der Mutter
  - Viera → Vierin, Vierina, Vierino - der Viera

Die weiteren Formen werden nach folgendem Muster dekliniert:
| Einzahl      | Einzahl        | Einzahl           | Einzahl  |
| ------------ | -------------- | ----------------- | -------- |
| Fall         | männlich       | weiblich          | sächlich |
| Nominativ    | otcov          | otcov-a           | otcov-o  |
| Genetiv      | otcov-ho       | otcov-ej          | otcov-ho |
| Dativ        | otcov-mu       | otcov-ej          | otcov-mu |
| Akkusativ    | otcov, (-ho) 1 | otcov-u           | otcov-o  |
| Lokativ      | otcov-om       | otcov-ej          | otcov-om |
| Instrumental | otcov-ým       | otcov-ou          | otcov-ým |
|              |                |                   |          |
| Mehrzahl     |                |                   |          |
| Fall         |                | alle Geschlechter |          |
| Nominativ    |                | otcov-e, (-i) 2   |          |
| Genitiv      |                | otcov-ých         |          |
| Dativ        |                | otcov-ým          |          |
| Akkusativ    |                | otcov-e, (-ých) 3 |          |
| Lokativ      |                | otcov-ých         |          |
| Instrumental |                | otcov-ými         |          |

| Einzahl      | Einzahl        | Einzahl           | Einzahl  |
| ------------ | -------------- | ----------------- | -------- |
| Fall         | männlich       | weiblich          | sächlich |
| Nominativ    | otcov          | otcov-a           | otcov-o  |
| Genetiv      | otcov-ho       | otcov-ej          | otcov-ho |
| Dativ        | otcov-mu       | otcov-ej          | otcov-mu |
| Akkusativ    | otcov, (-ho) 1 | otcov-u           | otcov-o  |
| Lokativ      | otcov-om       | otcov-ej          | otcov-om |
| Instrumental | otcov-ým       | otcov-ou          | otcov-ým |
|              |                |                   |          |
| Mehrzahl     |                |                   |          |
| Fall         |                | alle Geschlechter |          |
| Nominativ    |                | otcov-e, (-i) 2   |          |
| Genitiv      |                | otcov-ých         |          |
| Dativ        |                | otcov-ým          |          |
| Akkusativ    |                | otcov-e, (-ých) 3 |          |
| Lokativ      |                | otcov-ých         |          |
| Instrumental |                | otcov-ými         |          |

1 Endung -ho wird beim Bezug auf ein männlich belebtes Substantiv verwendet

2 Endung -i wird beim Bezug auf ein männlich belebtes Substantiv verwendet

3 Endung -ých wird beim Bezug auf ein männlich belebtes Substantiv verwendet

### Verben
Der Infinitiv endet immer auf  -ť .
Da es mehrere Verbklassen und damit Konjugationen gibt, und natürlich auch unregelmäßige Verben, sollte man immer drei Formen von jedem Verb lernen: den Infinitiv, die 1. Person Singular und die 3. Person Plural.
Die Verben der folgenden Beispiele entsprechen der Nennung der Verben in den Lektionen von Slovake.eu.

#### Gegenwart
Es gibt folgende Endungen:
|         | Muster     | byť (sein) | mať (haben) | volať (nennen) | bývať (wohnen) | hovoriť (sprechen) | robiť (machen) | vidieť (sehen) |
| 1.P.Sg. | -m         | som        | mám         | volám          | bývam          | hovorím            | robím          | vidím          |
| 2.P.Sg  | -š         | si         | máš         | voláš          | bývaš          | hovoríš            | robíš          | vidíš          |
| 3.P.Sg. | -          | je         | má          | volá           | býva           | hovorí             | robí           | vidí           |
| 1.P.Pl. | -me        | sme        | máme        | voláme         | bývame         | hovoríme           | robíme         | vidíme         |
| 2.P.Pl. | -te        | ste        | máte        | voláte         | bývate         | hovoríte           | robíte         | vidíte         |
| 3.P.Pl. | -jú/-ú/-ia | sú         | majú        | volajú         | bývajú         | hovoria            | robia          | vidia          |